# یواس‌اس میلدجویل (پی‌اف-۹۴)
یواس‌اس میلدجویل (پی‌اف-۹۴) (به انگلیسی: USS Milledgeville (PF-94)) یک کشتی بود که طول آن ۳۰۳ فوت ۱۱ اینچ (۹۲٫۶۳ متر) بود. این کشتی در سال ۱۹۴۴ ساخته شد.